# Hide (musicista)
Hide, pseudonimo di Hideto Matsumoto (松本 秀人?, Matsumoto Hideto; Yokosuka, 13 dicembre 1964 – Tokyo, 2 maggio 1998), è stato un cantante e chitarrista giapponese.
Per aver ottenuto un vasto consenso di pubblico durante la sua carriera ed essere stato citato da numerosi musicisti giapponesi come influenza musicale, è considerato uno dei più importanti artisti j-rock di sempre, nonché una vera e propria icona pop in madrepatria.

## Biografia

### L'infanzia
Hideto Matsumoto nacque il 13 dicembre 1964 a Yokosuka, nella prefettura di Kanagawa. Ebbe un'infanzia difficile, a causa della sua obesità  veniva preso in giro dai compagni di classe. Verso i 15 anni, grazie alla musica rock, la sua vita prese una svolta, cominciando ad ascoltare i brani dei Kiss, suo gruppo preferito, che saranno d'ispirazione per le future composizioni. Sempre all'età di 15 anni la nonna, di professione estetista, gli tinse i capelli per la prima volta e la madre gli comprò una chitarra elettrica usata. una Gibson. Imparò a suonare da autodidatta, riproducendo le canzoni "ad orecchio".

### Le band
Formò la sua prima band durante gli anni del liceo, i Saber Tiger, chiamati poi Yokosuka Saver Tiger, dove suonava la chitarra e con il quale pubblicò un demo. Il gruppo ebbe abbastanza successo. Fra i membri però nacquero parecchi contrasti e la band si sciolse.
L'esperienza portò Hide a interrompere la sua carriera musicale e iniziò a studiare per diventare parrucchiere. Fu in quel periodo che Yoshiki, leader degli X (che diventeranno poi X Japan), lo invitò nella sua band. Entrò quindi negli X Japan nel 1987 come chitarrista e il gruppo diventò il più gettonato del Giappone.
In questa fase i membri si vestono in modo vistoso ed appariscente, dando origine a quella corrente che verrà in seguito definita visual kei. Col passare del tempo però i componenti del gruppo tornarono ad un vestiario più sobrio, a parte Hide che continuò a cercare uno stile più appariscente.
Parallelamente agli X Japan, Hide intraprese anche una carriera da solista come cantante oltre che chitarrista; diventò leader degli Spread Beaver e degli Zilch, un gruppo statunitense le cui canzoni si basavano sull'ironia a sfondo sessuale. Mentre la sonorità degli X Japan è vicina al progressive metal, quella di "Hide with Spread Beaver" è più pop rock.
Nel 1997 i X Japan si sciolsero, tenendo il loro ultimo concerto il 31 dicembre 1997. Dopo questa data Hide si dedicò al tour con i Spread Beaver e all'idea di riunire nuovamente gli X Japan entro il 2000.

### La morte
La mattina del 2 maggio 1998 Hide venne ritrovato in fin di vita dalla sua ragazza, Emi Takahashi. Secondo le ricostruzioni pare che la sera prima avesse bevuto e che avesse tentato di auto massaggiarsi la nuca usando un asciugamano ma che ne sia rimasto soffocato. Alcune ricostruzioni sostennero invece si sia trattato di suicidio, o addirittura di omicidio.
Il funerale si tenne il 7 maggio 1998 e fu un vero e proprio evento pubblico: migliaia di fan vi si recarono per portare omaggio al loro idolo, tanto che le strade furono bloccate a causa della grande affluenza e molte persone accusarono malori. Durante la cerimonia privata, gli X Japan qui suonarono per l'ultima volta in suo onore forever love. In seguito il suo corpo venne cremato e le sue ceneri buttate nel Pacifico dalle parti di Los Angeles, città da lui apprezzata.

## Il ricordo
In suo onore è stato aperto l'Hide Museum, un museo che contiene molti suoi oggetti e vestiti che lui stesso, insieme alla sua ragazza, ideava. Nonostante molte proteste, il museo è stato chiuso nel maggio del 2005.
Gli Spread Beaver non hanno rinunciato al loro tour, che hanno fatto in aiuto di band nuove che Hide stesso aveva promosso. Hide li ha accompagnati nel tour grazie al grande schermo che rifletteva la sua immagine. Questi gruppi in suo onore hanno fatto un album, "Hide Tribute Spirit".
Il 3 e 4 maggio 2008, in occasione del decennale della morte di Hide, si è tenuto a Tokyo nell'Ajinomoto Stadium un evento musicale intitolato Hide Memorial Summit, organizzato dagli X Japan (headliner dell'evento) a cui hanno partecipato 18 band (fra le più importanti del Giappone) per rendere omaggio al musicista scomparso ed omaggiare la profonda traccia che ha lasciato nel rock nipponico.

## Discografia

### Album in studio
- 1994 - Hide Your Face
- 1996 - Psyence
- 1998 - Ja, Zoo

#### Con gli Yokosuka Saver Tiger
- 1985 - Demo

#### Con gli Zilch
- 1998 - 3.2.1.
- 1999 - BastardEyes (Versione remix di 3.2.1 , pubblicato postumo)

### Singoli
- 1993 - EYES LOVE YOU
- 1993 - 50% & 50%
- 1994 - DICE
- 1994 - TELL ME
- 1996 - MISERY
- 1996 - Beauty & Stupid
- 1996 -  Hi-Ho/GOOD BYE
- 1998 - ROCKET DIVE
- 1998 - Pink Spider
- 1998 - ever free
- 1998 - HURRY GO ROUND
- 2000 - TELL ME (riedizione dell'omonimo singolo del 1994 con gli Spread Beaver)
- 2002 - In Motion

### Live
- 2008 - PSYENCE A GO GO
- 2008 - HIDE OUR PSYCHOMMUNITY

### Raccolte
- 2000] - hide BEST ~PSYCHOMMUNITY~ (best of)
- 2002 - SINGLES ~ Junk Story (singles collection)
- 2004 - KING OF PSYBORG ROCK STAR (best of)
- 2005 - hide PERFECT SINGLE BOX (cofanetto in cartone contenente 14 CD con tutti i suoi singoli)
- 2006 - hide SINGLES+PSYBORG ROCK iTunes Special!! (singles collection, solo tramite download digitale)

### Tributi
- 1999 - hide TRIBUTE SPIRITS

### Remix
- 1997 - tune-up hide remixes
- 2002 - Psy-clone ～hide electronic remixes～

## Seth et Holth
Nel 1993, Hide è co-protagonista di un cortometraggio musicale, intitolato Seth et Holth, assieme a Tusk (Zi:Kill), della durata di 45 minuti. Hide ha composto la musica del cortometraggio, mentre i testi e la voce sono di Tusk.
Seth et Holth Soundtrack
1. Eyes
2. Descent to Earth
3. Crosses Everywhere
4. The Church
5. Running ~Persecution
6. Sacrifice ~Death
7. Ending theme ~Music Box